# ミハイル・ネステロフ
ミハイル・ヴァシリイェヴィチ・ネステロフ（またはネスチェロフ、Михаи́л Васи́льевич Не́стеров, 1862年5月19日（グレゴリオ暦5月31日） ウファ - 1942年10月18日 モスクワ）は、19世紀末のロシア画壇における宗教的象徴主義の代表的指導者。
帝国美術アカデミーにてパヴェル・チスチャコフに師事した後、芸術家集団「移動派」に参加する。ラドネジのセルギイの回心を描いた絵画「若きヴァルフォロメイの聖なる光景」（1890年～1891年）は、しばしばロシア象徴主義運動の幕開けを告げる作品と見なされている。1890年から1910年までキエフやサンクトペテルブルクに暮らして、聖ウラジーミル大聖堂や血の上の救世主教会のそれぞれのフレスコ画制作に取り組んだ。1910年にマルフォ＝マリインスキー女子修道院に隠遁し肖像画を描き続け、ロシア革命後も残留。1938年に一時拘束されながらも2週間で釈放され、モスクワで生涯を閉じた。

## 絵画

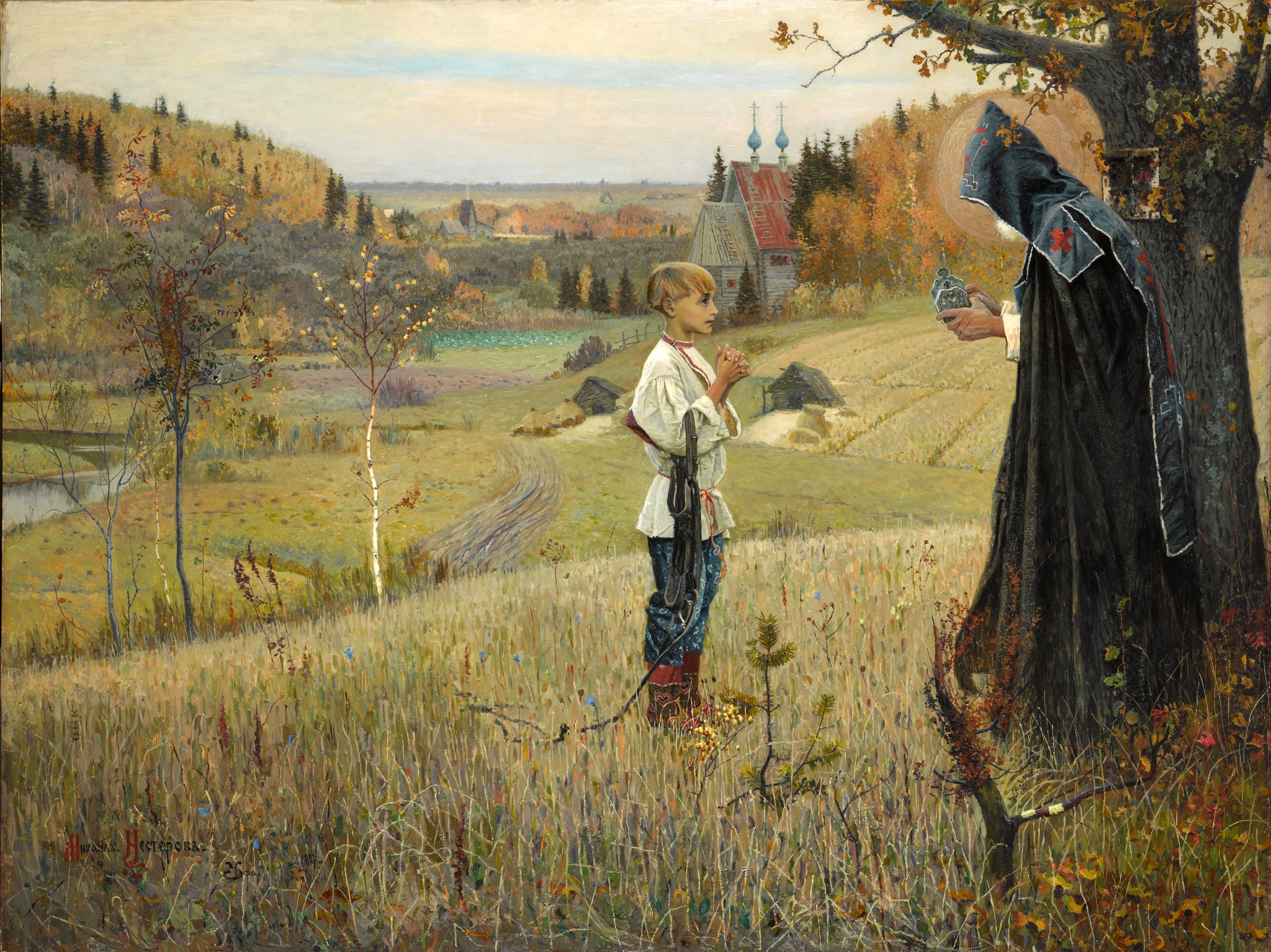
若きヴァルフォロメイの聖なる光景（1890年）
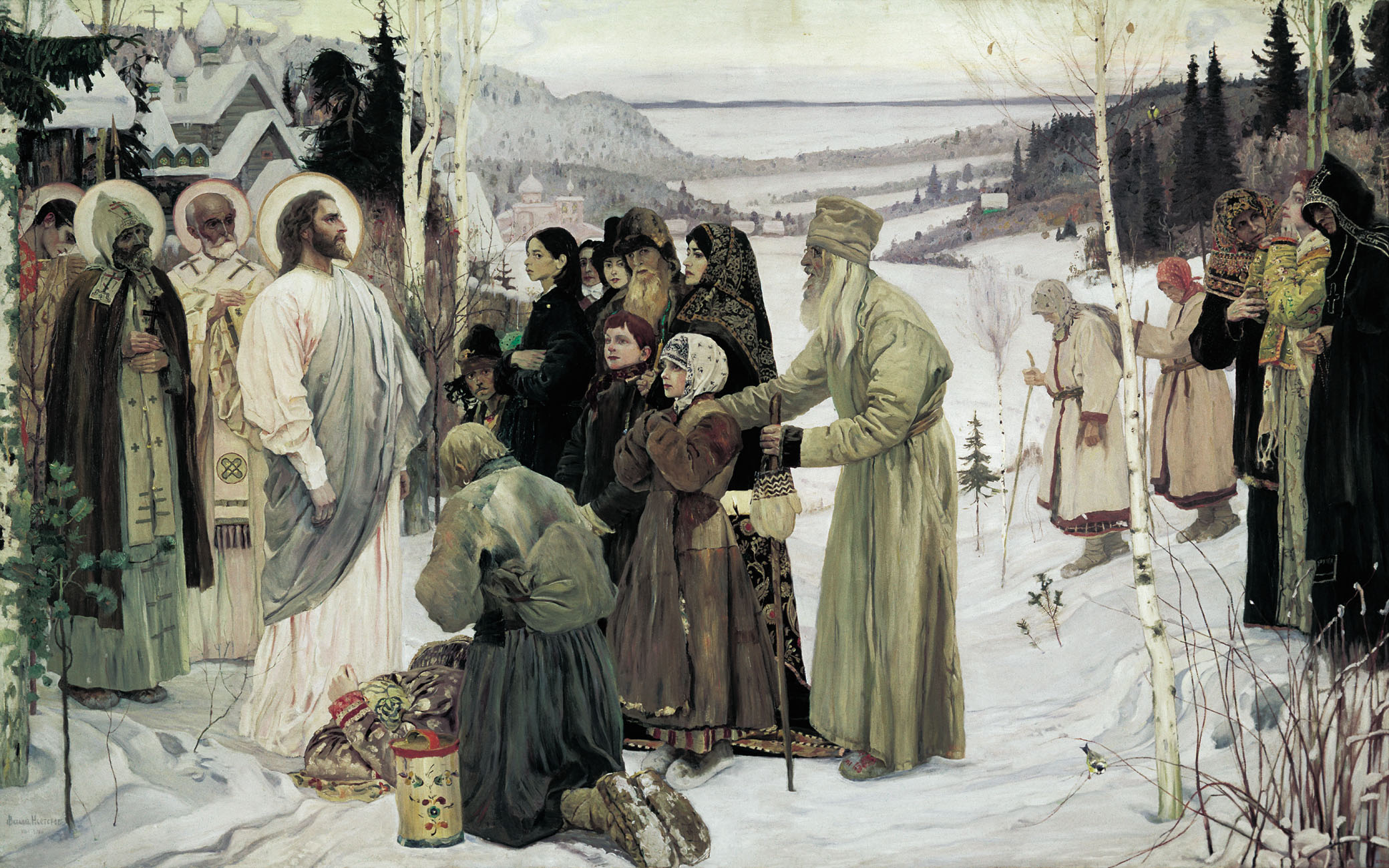
聖なるルーシ
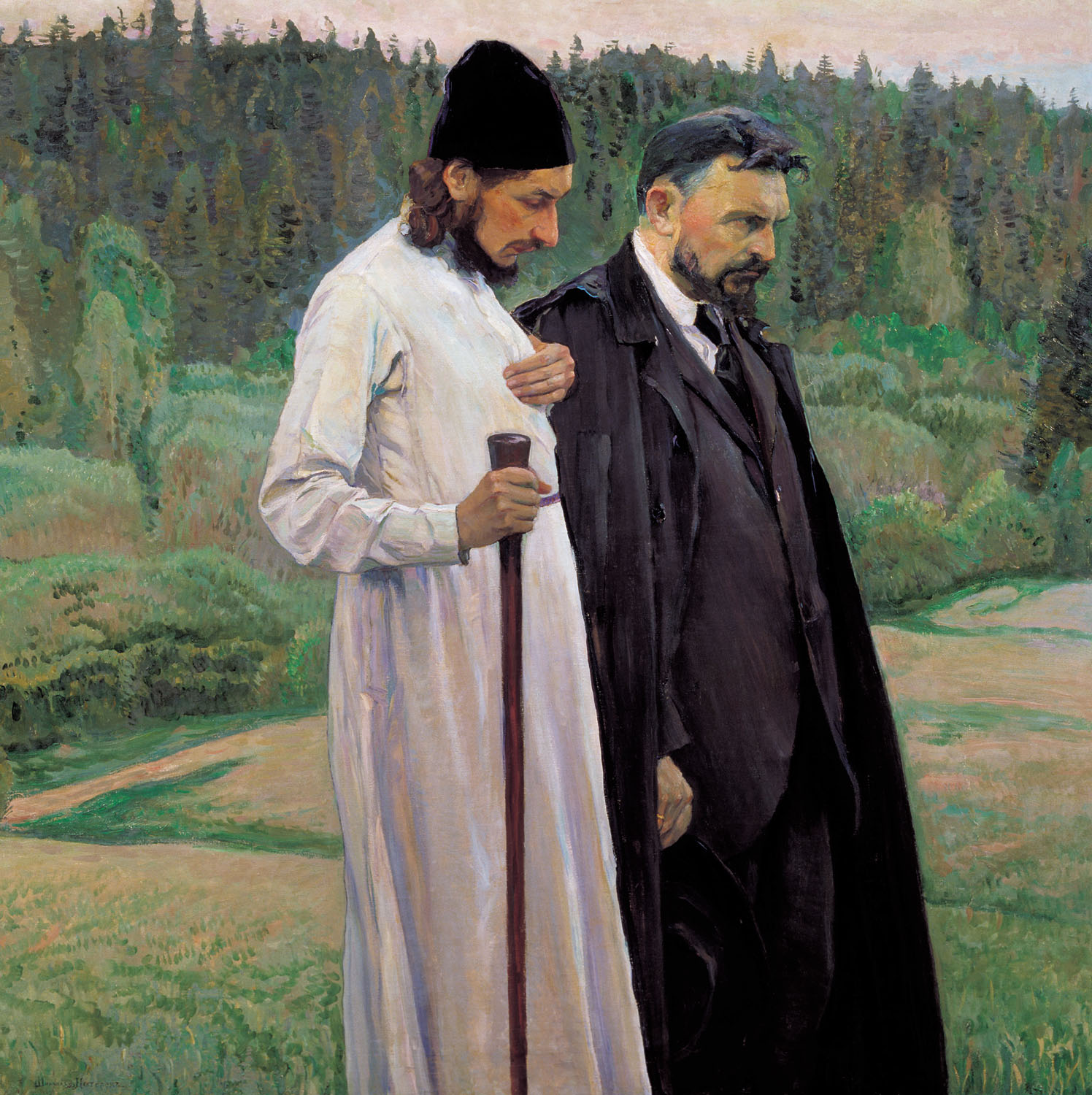
パーヴェル・フロレンスキー(左)とセルゲイ・ブルガーコフ(右) （1917年）